# Theo Heemskerk
Theodorus Heemskerk (20. července 1852 Amsterdam – 12. června 1932 Utrecht) byl nizozemský politik. V letech 1908–1913 zastával funkci předsedy vlády. Byl v úřadě 5 let, 6 měsíců a 17 dní. Vedl nejdéle sloužící kabinet od roku 1848. Držel i řadu jiných vládních funkcí: ministr spravedlnosti (1910, 1913, 1918–1925), ministr vnitra (1908–1913), ministr kolonií (1908). Byl reprezentantem konzervativní Antirevoluční strany.

## Život
Narodil se v remonstrátské (později se stal reformovaným) a politické rodině, jeho otec Jan Heemskerk byl nizozemským premiérem v letech 1874–1877 a 1883–1888. Theo vystudoval práva na Univerzitě v Leidenu, absolvoval roku 1876. Poté se živil jako právník. Vstoupil do Antirevoluční strany a v roce 1883 se za ni stal členem provinční rady Severního Holandska. Roku 1888 byl prvně zvolen do sněmovny (působil v ní až do smrti v roce 1932). Byl i radním Amsterdamu (1889 až 1895, 1900 až 1908).
Problémem jeho politické kariéry byly osobní antipatie mezi ním a vůdcem strany Abrahamem Kuyperem. Již Heemskerkův otec byl ostatně velkým oponentem Kuyperovy strany a vstup mladého Thea k Antirevolucionářům byl všeobecným překvapením, zvlášť když stranu v mládí také kritizoval (jeho příklon ke straně snad souvisel s názory jeho první ženy, šlechtičny Marie Hartsenové). Rozcházeli se s vůdcem strany i ideově, Kuyper byl vůdcem konzervativního, Heemskerk liberálnějšího křídla. V roce 1901 kvůli tomu Heemskerk odmítl sloužit pod Kuyperem v jím vedeném kabinetu. Proti spolupráci se postavila i Heemskerkova druhá manželka (polsko-ruská šlechtična Lydie von Zaremba), která vyhrožovala, že v takovém případě odjede do zahraničí. Kuyper to dlouho vnímal jako zradu, pozice Heemskerka se ve straně ale značně zlepšila, když Kuyper prohrál volby v roce 1905 a nedostal se ani do sněmovny. Po této potupné porážce dokonce dosti dlouho pobýval v zahraničí.
Když se roku 1908 Heemskerk dostal k sestavení vlastního kabinetu, bylo to proti Kuyperově vůli a Kuyper do vlády nebyl pozván, ač se kvůli naději na vládní post narychlo vrátil ze zahraničí. Hanil poté Heemskerka v řadě úvodníků deníku De Standaard, ale jeho pozice byla již tak slabá, že nedokázal nový kabinet torpédovat (prý Heemskerkovi odpustil na smrtelné posteli, nicméně vzhledem k tomu, že od roku 1919 byl v nedobré psychické kondici, není tomuto obratu dávána velká váha; sám Heemskerk spor prožíval dle všeho smířlivěji, o čemž svědčí, že roku 1920 promluvil na Kuyperově pohřbu).
Heemskerk v pozici premiéra prosadil revidovaný chudinský zákon (1912) a zákon o očkování (1911). Přijal také přípravná opatření pro revizi ústavy, v níž byla zvláštní pozornost věnována finanční rovnosti veřejného a soukromého vzdělávání. Jeho kabinet udělal také první kroky k zavedení sociálních služeb, ačkoli Heemskerk během svého premiérství opakovaně prohlašoval, že je proti tomu, aby se stát staral o chudé a nezaměstnané - to měla v jeho očích dělat církev. V sociální oblasti se jeho konzervatismus projevoval nejčistěji.
Po volební porážce v roce 1913 Heemskerk rezignoval a stal se členem Státní rady. Roku 1918 se znovu hovořilo o možnosti, že by byl pověřen sestavením kabinetu, ale nestalo se tak kvůli odporu královny. Získal v nové vládě aspoň post ministra spravedlnosti a držel ho sedm let. Ve funkci připravil nový trestní řád (1921), revidoval námořní právo (1924) a připravil různé novely občanského zákoníku (dědictví, svědecké výpovědi). V roce 1930 působil jako předseda Konference pro kodifikaci mezinárodního práva, která se konala v Haagu pod záštitou Společnosti národů.
Oficiální stránky nizozemského parlamentu v jeho profilu uvádějí: "Měl pověst člověka, který bere věci příliš lehce, ale vždy se dokázal udržet v debatách díky svému intelektu a řečnickým schopnostem. Jeho lehkomyslné jednání vyneslo jeho vládě přívlastek 'veselé křesťanství'."